# Districtul Nkhata Bay
Nkhata Bay este un district  în   statul Malawi. Reședința sa este orașul Nkhata Bay.